# 3TEETH
3TEETH (произнася се „ТрийТийт“, буквален превод: „три зъба“) е американска индъстриъл метъл група от Лос Анджелис, Калифорния. Основана е през 2013 г. и към 2024 г. членовете ѝ са Алексис Минкола (фронтмен), Игзейвиър Суофърд (клавишни и синтезатори), Андрю Мийнс (модулен синтезатор и бас), Чейс Бронър (китари) и Ник Роси (барабани). Има издадени четири студийни албума, подкрепени от турнета предимно в САЩ, но и в Европа, и е подгрявала групи като „Рамщайн“ и „Туул“.

## История

### Име и основаване
В началото си групата започва като развлекателно занимание между Алексис Минкола и Игзейвиър Суофърд, живеещи на една и съща улица в Лос Анджелис. Минкола няма музикално образование, но има опит във визуалните изкуства и организирането на събития. Двамата се запознават на организиран от Минкола ежеседмичен местен купон, на който обсъждат идеи за създаване на мултимедийна смесица от музика и картини. Не след дълго се срещат с Андрю Мийнс, когото приемат в състава, след като остават впечатлени от видео, което той им изпраща и за което Минкола казва, че изглеждало „като компютърен вирус“. След като част от музикалните им опити в интернет започва да набира известност, тримата възнамеряват да създадат албум и търсят китарист за състава. По предложение на Мийнс се присъединява Чейс Бронър, с когото израства, и така четиримата поставят началото на групата.
Името на групата е по идея на фронтмена ѝ и идва от древния начин за гадаене по зъбите като рунически камъни, наричан одонтомантия, както и от латинската дума за тризъбец (tridens), за чиято символика казва, че е божествено оръжие, служещо за унищожение и създаване.

### Дебют и нататъшна дейност
Едноименният дебютен албум е издаден през юни 2014 г. и се изкачва до 8-о място в класацията за електронна музика на iTunes. През октомври излиза и албум, озаглавен Remixed, включващ ремикси на песните им от други индъстриъл артисти.
Вторият албум <shutdown.exe> е издаден през май 2017 г. Смесването е дело на Шон Бевън, известен най-вече с работата си с други известни индъстриъл групи като „Найн Инч Нейлс“ и „Мерилин Менсън“. През следващия месец албумът се изкачва до 23-то място в класацията на списание „Билборд“. През февруари и март 2018 г. групата пуска две съвместни песни с пънк-рап дуета „Хорър“ – Lights Out и Time's Up, издадени по-късно като сингълова плоча в ограничен тираж след съвместно турне, озаглавено Lights Out North America.
Работата по третия си албум, носещ заглавието Metawar, групата започва в началото и завършва в края на 2018 г., като със смесването и продуцирането му се заема отново Шон Бевън. Издаването му през юли 2019 г. е предхождано от това на петте сингъла American Landfill, EXXXIT, Affluenza, President X и Pumped Up Kicks, последният от които е кавър на песента на „Фостър дъ Пийпъл“, а последният шести сингъл ALTÆR излиза след албума. Към всички от тях са заснети видеоклипове.
По време на турнето си в подкрепа на Metawar през 2019 г. групата записва два кавъра за комедийния екшън Guns Akimbo, в който Даниъл Радклиф играе главната роля. Първият кавър е на You Spin Me Round (Like a Record) на групата „Дед ор Алайв“ и е включен в трейлъра на филма, а вторият е на The Ballroom Blitz на глемрок групата „Суийт“.
След издаването си Metawar става най-успешният дотук албум на групата, като дебютира на 23-то място в класацията на „Билборд“, на 28-о в класацията за най-добри албуми и 1-во в класацията за метъл албуми в iTunes. За седмицата от 14 до 20 юли застава на 82-ро място в класацията на „Билборд“ за най-продавани албуми и на 3-то в класацията „Хийтсийкърс“. Благодарение на него групата се изкачва до 25-о място в класацията за изгряващи артисти на списанието.
До пускането през септември 2023 г. на четвъртия албум EndEx са издадени синглите Paralyze (съвместно с „Хорър“), Merchant of the Void, Slum Planet, Scorpion, Drift и Higher Than Death. Продуцент на някои от песните от него е австралийският композитор Мик Гордън, известен със саундтраковете си към видеоигрите от поредиците Wolfenstein и Doom. В албума е включен и кавър на Everybody Wants to Rule the World на „Тиърс фор Фиърс“.

### Творчески сътрудничества
През 2016 г. групата е избрана от членовете на „Туул“ да ги подгрява по време на турнето им в Северна Америка. Подгрява и на немската група „Рамщайн“ за някои от концертите ѝ в САЩ през лятото на 2017 г., а в края на годината изнася концерти заедно с „Данциг“ и „ХИМ“. Подгряват повторно на „Рамщайн“ по време на новогодишен концерт в Мексико навръх 2019 г. 3TEETH прекарва по-голямата част от 2019 г. на турне в подкрепа на Metawar, но и като подгряваща група по време на европейското турне на „Министри“, а по време на собственото си американското турне е подгрявана от Гоуст и Отър енд Пънишър, преди да завърши годината в подкрепа на Гоустмейн за няколко концерта.
От групата продължават с европейската част на турнето си през февруари 2020 г., като по време на шестте си концерта във Великобритания са подгрявани от Пиг (Реймънд Уотс от КМФДМ). Не след дълго е обявено и съвместно турне с „Карнифекс“ в Северна Америка, както и участия на няколко фестивала, сред които флоридския „Уелкъм ту Роквил“ и френския „Хелфест“. Поради пандемията от COVID-19 обаче се налага да отменят остатъка от концертите си през годината два дни преди да започне турнето си с „Карнифекс“.

## Музикален стил и влияния
Музикалният стил на 3TEETH е определян най-често като индъстриъл, индъстриъл метъл, индъстриъл рок, ню метъл, алтернативен метъл, но и като електронен рок, електроиндъстриъл, алтернативен рок и EBM. По звучене групата е сравнявана с „Министри“, „Скини Пъпи“, „Найн Инч Нейлс“, „Мерилин Менсън“, КМФДМ, „Байл“, „Доуп“, Роб Зомби, „Рамщайн“ и „Туул“.
Сред групите, които Алексис Минкола изброява, че слуша, се нареждат „Сепултура“, „Пантера“, „Уайт Зомби“ и „Найн Инч Нейлс“ и споменава, че албумът The Downward Spiral от 1994 г. на последната от тях оказва огромно влияние върху музиката, която цели да създава с 3TEETH.

## Състав

### Настоящи членове
- Алексис Минкола – вокали (2013 г. – настояще)
- Игзейвиър Суофърд – клавишни, синтезатори (2013 г. – настояще)
- Андрю Мийнс – бас, модулен синтезатор (2017 г. – настояще), барабани (2013 – 2017 г.)
- Чейс Бронър – китари (2013 г. – настояще)
- Ник Роси – барабани (2020 г. – настояще)

### Бивши членове
- Андрю Мелендес – барабани (2017 г.)
- Джъстин Хансън – барабани (2017 – 2020 г.)

## Дискография

### Студийни албуми
- 2014 – 3TEETH
- 2017 – <shutdown.exe>
- 2019 – Metawar
- 2023 – EndEx

### Други
- 2014 – Remixed (албум с ремикси на песни от първия албум)
- 2018 – Lights Out/Time's Up (сингълова плоча в ограничен тираж съвместно с „Хорър“)
- 2021 – Guns Akimbo (You Spin Me Round (Like a Record)/Ballroom Blitz) (сингълова плоча в ограничен тираж)